# Солунско земетресение
Голямото солунско земетресение (на гръцки: Μεγάλος Σεισμός της Θεσσαλονίκης) става в 23:03 часа на 20 юни 1978 година. То предизвиква големи щети в македонския град Солун, като са засвидетелствани 50 жертви.
Земетресението е с магнитуд 6.2 по скалата на Рихтер и се усеща на териториите на цяла Северна Гърция, тогавашна Югославия и България. Солунското земетресение е най-голямата сеизмична активност в района след Йерисовското от 1932 година.